# Heilig-Kreuz-Kapelle (Michelstadt)

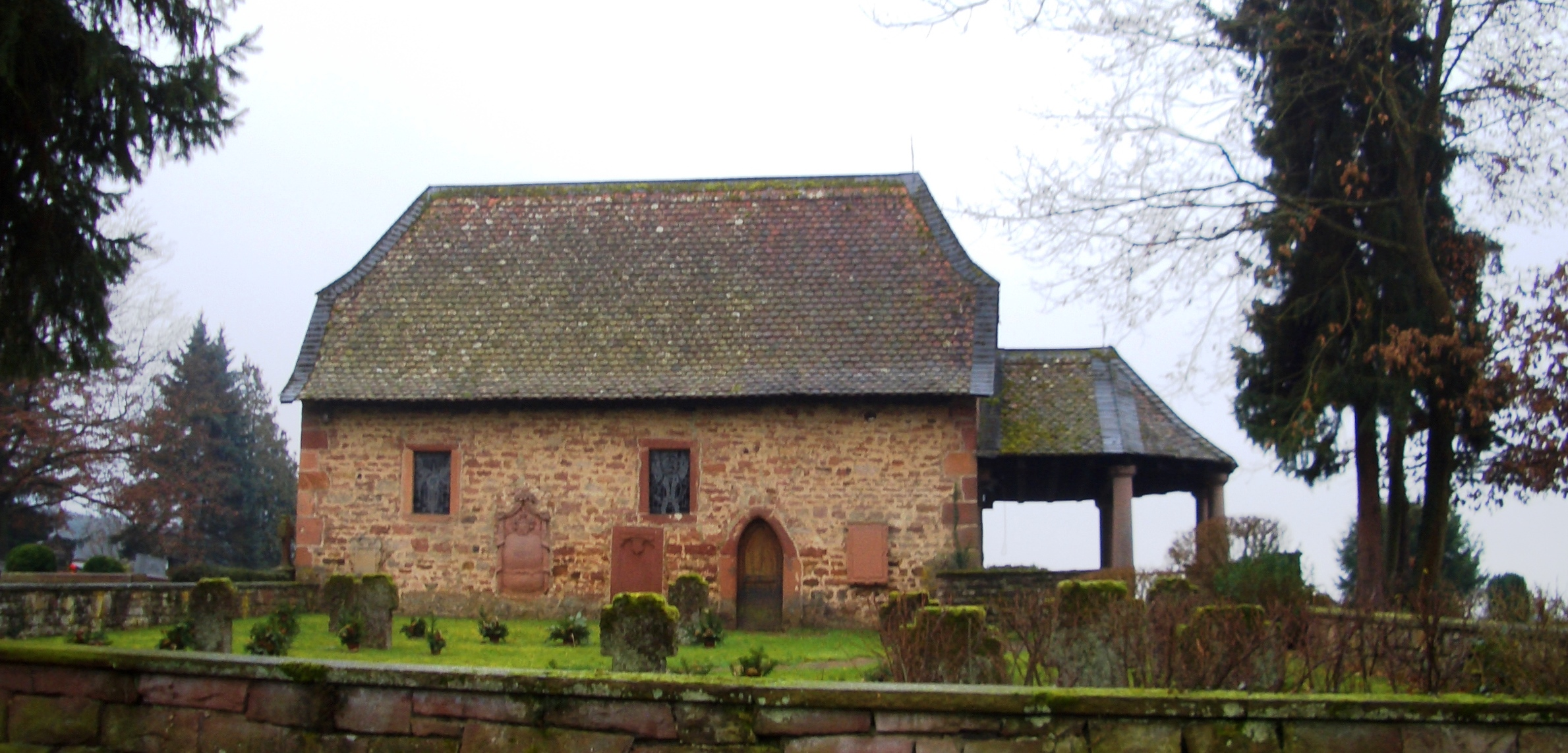
Heilig-Kreuz-Kapelle in Michelstadt, Nordseite

Die Heilig-Kreuz-Kapelle ist eine kleine spätgotische Kapelle, die sich seit der ersten Hälfte des 16. Jahrhunderts auf dem Friedhof der Stadt Michelstadt im Odenwald befindet. Sie wurde ursprünglich an einem anderen Ort errichtet und ist gemeinsam mit der Friedhofsanlage eingetragenes Kulturdenkmal, Objekt-Nr. 11356.

## Errichtung am ursprünglichen Standort
Die Kapelle wurde ursprünglich etwa 550 Meter östlich vom heutigen Standort, in der jetzigen Gemarkung Kapellenwiese errichtet, was durch Forschungen Philipp Buxbaums in den 1930er Jahren erwiesen wurde. Es ist unklar, warum dieser Bau an dieser Stelle entstand, genannt werden im Wesentlichen zwei mögliche Gründe. Der Erste könnte sein, dass sich nach Überlieferung an ebendieser Stelle der Taufplatz für neu bekehrte Christen des damals wohl auch durch den Odenwald missionierenden iro-schottischen Mönchs und späteren Heiligen Kilian befand. Der vorbeifließende Bach heißt seit Jahrhunderten Kiliansfloß. Denkbar wäre demnach, dass die Kapelle somit in frühmittelalterlich-christlicher Tradition zu sehen wäre. Gleichwohl ist urkundlich nichts darüber bekannt, auch die Grabungen an dieser Stelle 1938 durch Buxbaum ergaben keine Hinweise auf mögliche Vorgängerbauten. Ein anderer Ansatz geht davon aus, dass der Bau für Bergleute angelegt wurde, da in dieser Gegend tatsächlich Bergbau betrieben wurde. Allerdings ist nicht bekannt, wann der Bergbau an dieser Stelle oder umliegend begann. Über bergmännische Tätigkeiten im frühen 16. Jahrhundert in diesem Gebiet gibt es keine urkundlichen oder tatsächlichen Hinweise, erst aus deutlich späteren Jahrhunderten. Sicher ist hingegen, dass das Gelände um den ursprünglichen Bau als Pestfriedhof genutzt wurde, da entsprechende Skelette ergraben wurden.

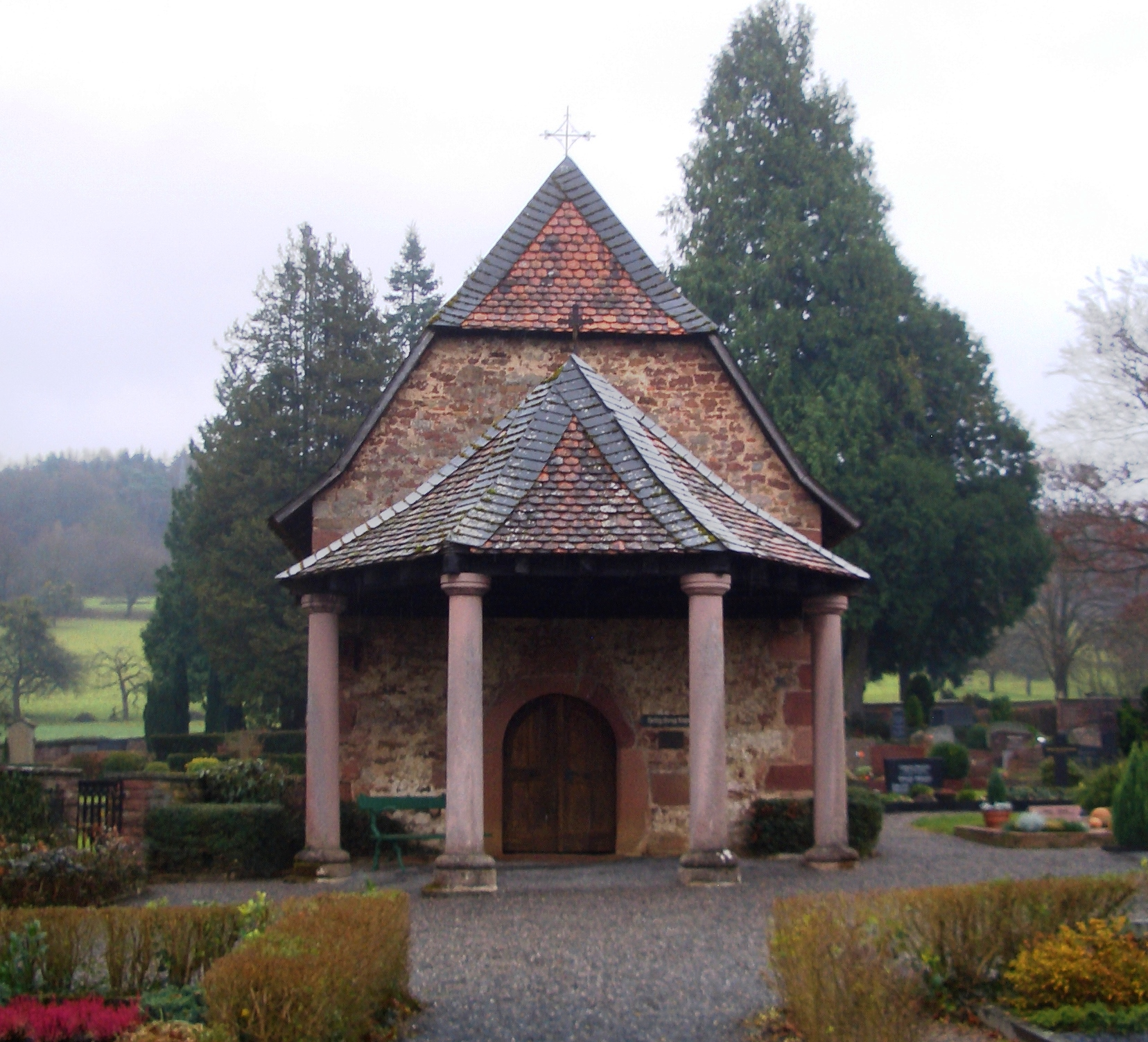
Portalseite mit dem Vorbau von 1906

Nach einer Mitteilung von Buxbaum befand sich im Staatsarchiv Darmstadt vor dem völligen Verlust der Erbacher Bestände durch Bombardierung im September 1944 ein Buch aus dem Jahr 1506, in dem es geheißen haben soll: "Die Kapelle zu dem helgin Crutz ist gewyt in er deß helgin Crutz, in der sanntt Anna, sannt Josten, sanntt Alexiy, sanntt Dorotheen und ist Capellen wyhung uff den tag Vincula Petry. Ist das Crutz gesetzt worden 1502". Da es keinerlei Hinweise auf einen anderen in Frage kommenden Sakralbau in Michelstadt zu dieser Zeit gibt, kann es sich letztlich nur um das Jahr der Weihe des ursprünglichen Baues handeln, mit dem Datum – "Vincula Petri" = St. Peter ad Vincula – also der 1. August 1502.

## Versetzung an den heutigen Standort
Die Versetzung hängt sicher mit der Einrichtung des bis heute genutzten Michelstädter Friedhofes im Jahr 1535 zusammen. Die Kapelle bestand demnach am alten Standort nur wenige Jahrzehnte, bevor sie wohl entweder im Jahr 1535 oder bald danach abgebrochen und wenige hundert Meter entfernt wieder errichtet wurde.
Die Kapelle verlor ihre mögliche weitere kirchlich-liturgische Bedeutung mit der Einführung der Reformation durch die Erbacher Grafen, abgeschlossen 1544, sie blieb allerdings Aussegnungskirche auf dem Friedhof noch bis in die 1970er Jahre bis zur Errichtung der neuen Aussegnungshalle. Sie wurde Anfang des 19. Jahrhunderts renoviert und zwischenzeitlich die Grabmale, aus den verschiedenen Jahrhunderten der Nutzung, aus dem Inneren an die Außenseiten verbracht.

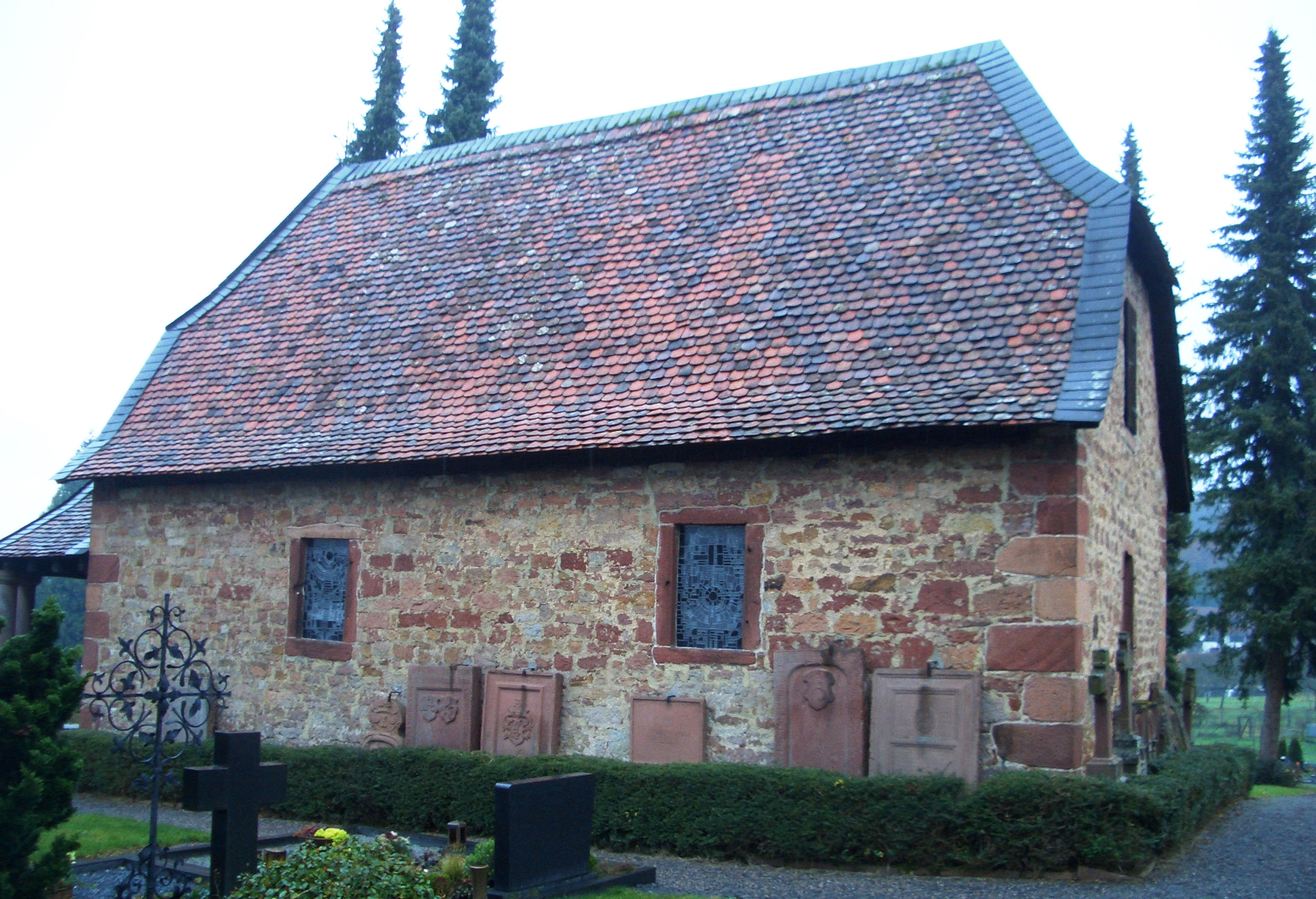
Südseite mit den Grabplatten verschiedener Jahrhunderte

## Heutiges Aussehen
Die Kapelle ist ein einschiffiger Saalbau aus Sandstein-Bruchmauerwerk mit den Maßen von 12,60 Metern Länge zu 6,00 bzw. 6,30 Metern Breite. Die Maße entsprechen genau den von Buxbaum ergrabenen Fundamenten am ursprünglichen Standort in der Kapellenwiese. Das Sandsteinportal ist, entgegen der zu erwartenden spätgotischen Bautradition, nicht spitzbogenförmig gearbeitet, sondern einfach rundbogenförmig. Nur eine kleine zusätzliche Pforte auf der Nordseite ist tatsächlich spitzbogenförmig, ebenfalls aus Sandstein, gearbeitet. Die Längswände werden von jeweils zwei Rechteckfenstern pro Seite aus Sandsteinrahmung durchbrochen, auf der Ostseite von zwei kleinen, übereinanderstehen Fenstern. Die Kapelle trägt ein Krüppelwalmdach. Die von vier Sandsteinsäulen getragene Vorhalle ist eine moderne Zutat, gestiftet 1906 von einer ortsansässigen Tuchfabrikantenfamilie. An der nördlichen Außenwand der Kapelle befindet sich im Zusammenhang mit dem Bergbau und Hüttenwesen im Odenwald noch die Grabplatte für den Zentgrafen und Hammermeister Matthias Benjamin Fahlmer, er starb 1734. Die Inschrift lautet im Auszug:

„MEIN LESER! DIE RICHTIG VOR SICH GEWANDELT HABEN KOMMEN ZUM FRIEDEN UND RUHEN IN IHREN KAMMERN HIER. STEHEST AUCH BEY DER RUHE KAMER EINES TREUEN LIEBHABERS JESU DER IM LEBEN TREU VOR GOTT UND AUFRICHTIG VOR SEINEM NECHSTEN GEWANDELT MIT WENIGEM. ES WAR DERWEYL WOLEDLE UND VORACHTBARE HERR MATHIAS BENJAMIN FAHLMER GEWESENER CENT-GRAF ZU MICHELSTATT UND ADMODIATOR DES DASIGEN EISENHAMMERWERKS. ER WAR GEBOREN ZU BUKOW IN DER MARK BRANDENBURG ANNO MDCLVIII D. XXI NOV UND STARB ANNO MDCCXXXIV DEN VIII AUG. WAR ALSO SEIN ALTER LXXV IAHR VIII MONAT UND XVI TAG.“

## Arbeiten am ursprünglichen Standort
Die von Buxbaum 1938 ergrabenen Fundamente am alten Standort wurden in den 1990er Jahren durch eine Bürgerinitiative erneut ergraben und gesichert. Auf dem Gelände befindet sich noch eine moderne Kunstinstallation aus Holz, errichtet 2011 anlässlich eines Jugendtreffens mit Teilnehmern aus vielen europäischen Ländern. Auf die Tradition der an dieser Stelle möglicherweise vorhandenen Taufstelle mag der bis heute erhaltene und mehrfach renovierte Brunnenstein aus der zweiten Hälfte des 16. Jahrhunderts, wenige Meter neben den Fundamenten, ein weiterer Hinweis sein. Auch der Brunnenstein ist eingetragenes Kulturdenkmal.